# サンズ・オブ・ザ・P
サンズ・オブ・ザ・P（サンズ・オブ・ザ・ピー、Sons Of The P）は、1991年10月15日にアメリカで発売されたヒップホップグループ・デジタル・アンダーグラウンドのサードアルバム。デジタル・アンダーグラウンドによるプロデュースで、ジョージ・クリントンが参加している。

## 収録曲
1. The D.F.L.O. Shuttle
2. Heartbeat Props
3. No Nose Job
4. Sons of the P
5. Flowin' on the D-Line
6. Kiss You Back
7. Tales of the Funky
8. The Higher Heights of Spirituality
9. Family of the Underground
10. The D-Flowstrumental
11. Good Thing We're Rappin'